# Сан Марко Еванђелиста (Казерта)
Сан Марко Еванђелиста (итал. San Marco Evangelista) је насеље у Италији у округу Казерта, региону Кампанија.
Према процени из 2011. у насељу је живело 6296 становника. Насеље се налази на надморској висини од 48 м.

## Становништво
| 1931. | 1936. | 1951. | 1961. | 1971. | 1981. | 1991. | 2001. | 2011. |
| ----- | ----- | ----- | ----- | ----- | ----- | ----- | ----- | ----- |
| 2.303 | 2.407 | 2.981 | 3.212 | 3.734 | 4.277 | 5.195 | 5.828 | 6.306 |